# جون ميشيل سيري
جون ميشيل سيري (بالفرنسية: Jean Seri)‏ (مواليد 19 يوليو 1991) هو لاعب كرة قدم إفواري، يلعب حاليًا كلاعب وسط لصالح نادي فولهام في الدوري الإنجليزي الممتاز.

## روابط خارجية
- جون ميشيل سيري على موقع الاتحاد الأوربي (الإنجليزية)
- جون ميشيل سيري على موقع اتحاد تركيا (لاعب) (الإنجليزية)
- جون ميشيل سيري على موقع إي إس بي إن إف سي (الإنجليزية)
- جون ميشيل سيري على موقع قاعدة بيانات كرة القدم.إي يو (الإنجليزية)
- جون ميشيل سيري على موقع ليكيب (الفرنسية)
- جون ميشيل سيري على موقع ناشيونال فوتبول تيمز (الإنجليزية)
- جون ميشيل سيري على موقع Soccerbase.com (لاعب) (الإنجليزية)
- جون ميشيل سيري على موقع Soccerway.com (الإنجليزية)
- جون ميشيل سيري على موقع عالم كرة القدم.نت (الإنجليزية)
- جون ميشيل سيري على موقع AS.com (الإسبانية)
- قالب:ForaDeJogo